# Laeops gracilis
Laeops gracilis är en fiskart som beskrevs av Fowler, 1934. Laeops gracilis ingår i släktet Laeops och familjen tungevarsfiskar. Inga underarter finns listade i Catalogue of Life.